# Flugplatz Peyresourde-Balestas

i7
i11
i13
Der Flugplatz Peyresourde-Balestas (ICAO-Code: LFIP) ist ein kleiner Flughafen am Col de Peyresourde im Département Hautes-Pyrénées, Frankreich. Der Flughafen hat eine Landebahn: 09/27 und liegt auf 1540 Meter Höhe. Aufgrund seiner baulichen Charakteristika, insbesondere der abfallenden Start- und Landebahn, ist er in Frankreich als Altiport definiert.

## Trivia
Die Eröffnungssequenz des Films James Bond 007 – Der Morgen stirbt nie wurde hier gedreht.